# Pierre-André Taguieff
Pierre-André Taguieff (París, 4 de agosto de 1946) es un filósofo y politólogo francés, autor de numerosos ensayos de sociología. En la actualidad es director de investigación del Centre national de la recherche scientifique (CNRS), vinculado al Centre de recherches politiques de Sciences Po (CEVIPOF).

## Biografía
Hijo de padre ruso y de madre de origen polaco, se apasiona desde muy joven por la cultura judía (especialmente por la música), si bien no es judío, como ha declarado públicamente.[cita requerida] A los 15 años ingresa en el Partido Socialista Unificado (PSU), aunque sus ideas se van orientando hacia el anarquismo y termina por abandonar el partido. En los años 60 cursa estudios de filosofía, semiótica y lingüística en la Universidad de París X (Nanterre). Durante dos años (1967-1968) se entrega al estudio en profundidad del pensamiento de Friedrich Nietzsche. También en esa época presenta candidatura a la Internacional Situacionista, si bien, tras varias desavenencias ideológicas se aleja de la organización.
De sólida formación musical y excelente gusto al piano, forma un grupo de Jazz, el Cuarteto Taguieff, actuando en varios locales del París de la época, especialmente en el célebre Pichet du Tertre, en Montmartre.
A partir de los años 1970 se interesa por el surgimiento de la Nueva Derecha en Francia y comienza a dedicarse al análisis político y social. Desde entonces hasta ahora, ha escrito numerosos trabajos sobre las formas clásicas del racismo y del antisemitismo y sus transformaciones contemporáneas, así como sobre el nacionalismo, el populismo, la extrema derecha, el feminismo o la utopía del progreso. Incluyendo tanto investigaciones de naturaleza lexicológica e historiográfica como análisis fundamentados en teoría política, psicología social o antropología cultural.

## Obra

### Sobre el antisemitismo
Muy interesado por la cuestión del antisemitismo y por la obra de Léon Poliakov, Taguieff trabaja durante un tiempo sobre los Protocolos de los Sabios de Sion. Posteriormente extiende sus investigaciones al racismo.
Ante el surgimiento de un nuevo antisemitismo, según él camuflado en ocasiones bajo la máscara del antisionismo radical o del propalestinismo, Taguieff ha dedicado dos obras a este asunto: La nouvelle judéophobie (La nueva judeofobia) y Prêcheurs de haine, donde analiza la argumentación antisemita especialmente en Francia y la relaciona con el antisionismo soviético de los años 70 y el islamismo contemporáneo.

### Sobre el racismo
Sobre la cuestión del racismo, la mayor aportación es su teoría de la existencia de dos formas de racismo. Por un lado, un racismo heterófobo, que rechaza la diferencia y pretende asimilar en una sola identidad los grupos que pretenden conservar sus diferencias. Y por otro lado, un racismo heterófilo, que preconiza el particularismo y espera conservar las diferencias exclusivas entre los distintos grupos. Esta forma de racismo se apoyaría en una lógica diferencialista.